# 1 Мамир (Шиєлійський район)
1 Мами́р (каз. Бірінші Мамыр) — село у складі Шиєлійського району Кизилординської області Казахстану. Входить до складу Сулутюбинського сільського округу.
У радянські часи село називалось Первомайський або Первомайське.
Населення — 538 осіб (2021; 704 у 2009, 839 у 1999, 941 у 1989).